# Pararhophitini
Pararhophitini — триба пчёл из подсемейства Fideliinae, которая насчитывает 3 вида из единственного рода Pararhophites. Встречаются на территории Северной Африки и западной части Азии.

## Виды
- Pararhophitini Friese, 1899
  - Pararhophites Friese, 1898
    - Pararhophites clavator (Morawitz, 1876)
    - Pararhophites orobinus (Morawitz, 1876)
    - Pararhophites quadratus (Friese, 1898)